# Greenmachine
A Greenmachine 1995-től 2007-ig tevékenykedett japán doom metal/stoner rock együttes volt.
Tagok: Datsu, Hasegawa, Monzawa és Daisaku.
Nevüket a Kyuss együttes Green Machine című daláról kapták. Karrierjük alatt három nagylemezt, egy megosztott lemezt és két DVD-t jelentettek meg. Az egyik DVD-n a szintén japán és doom metalt játszó Church of Misery-vel, a Boris-szal és az Eternal Elysiummal játszottak.
2007-ben feloszlottak, ám pályafutásuk alatt egyszer már szintén feloszlottak, 1999-ben. Először 1995-től 1999-ig működtek, majd 2003-tól 2007-ig. 2007-ben véglegesen feloszlottak.

## Tagok
- Datsu – dobok
- Hasegawa – basszusgitár, éneklés
- Monzawa – gitár, éneklés

## Diszkográfia
Stúdióalbumok
- D.A.M.N. (1997)
- The Earth Beater (1999)
- The Archives of Rotten Blues (2004)

## Egyéb kiadványok
- Megosztott középlemez a Thug-gal (1997)
- Wizard's Convention: Japanese Heavy Rock Showcase (koncert-DVD, 2005, itt a Church of Misery-vel, a Boris-szal és az Eternal Elysium-mal játszottak).
- This is the End 061008 DVD (2007)